# Ceropegia dinteri
Ceropegia dinteri är en oleanderväxtart som beskrevs av Rudolf Schlechter. Ceropegia dinteri ingår i släktet Ceropegia och familjen oleanderväxter. Inga underarter finns listade i Catalogue of Life.